# Arrenoseius lecanis
Arrenoseius lecanis är en spindeldjursart som först beskrevs av Schuster och Pritchard 1963.  Arrenoseius lecanis ingår i släktet Arrenoseius och familjen Phytoseiidae. Inga underarter finns listade i Catalogue of Life.